# José Montesinos Checa
José Montesinos Checa (Valencia, 11 de octubre de 1869-ib., 22 de febrero de 1947) fue un abogado y político español. En 1892 se licenció en Derecho por la Universidad de Valencia y en 1897 ejerció como juez de distrito en Valencia. Fue colaborador habitual del diario Las Provincias. Se afilió al Partido Conservador, inicialmente vinculado al sector de Francisco Silvela, con el que fue concejal del ayuntamiento de Valencia en 1899 y alcalde entre junio de 1900 y marzo de 1901 y entre diciembre de 1902 y noviembre de 1903. Después se unió al sector de Antonio Maura, siendo elegido diputado al Congreso por el distrito electoral de Alcira en las elecciones generales de 1907 y 1914. Posteriormente se vinculó al sector ciervista, con el que fue nuevamente elegido diputado en las elecciones de 1918, 1919 y 1920. Cuando Juan de la Cierva fue nombrado ministro de Hacienda, designó a Montesinos subsecretario de dicho ministerio.